# Чорна неділя в Сорочинцях

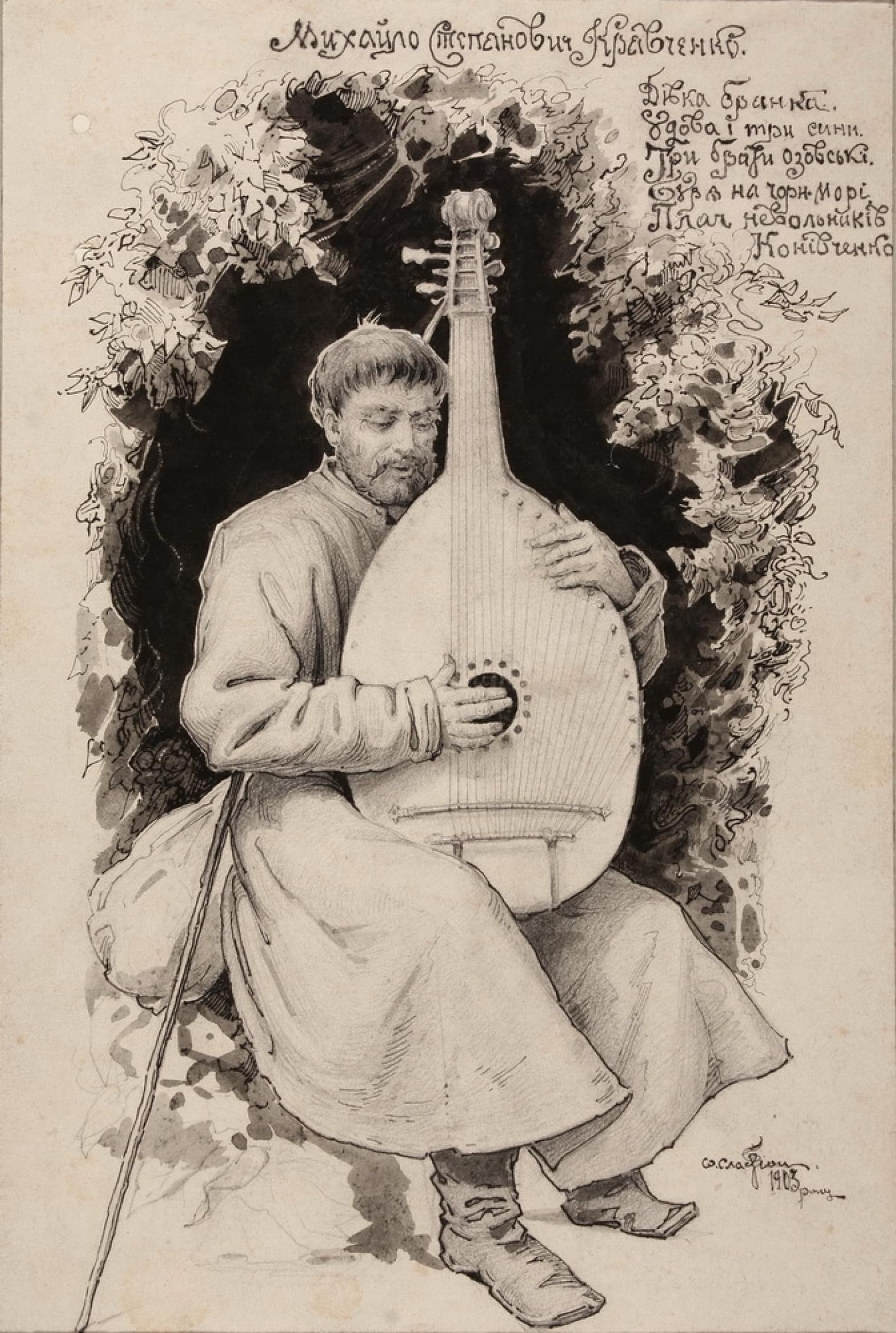
Кобзар Михайло Кравченко. Портрет О.Сластіона, 1903 рік.

Чорна неділя в Сорочинцях — українська дума. Створена кобзарем Михайлом Кравченком і розповідає про революційні події грудня 1905 року в селі Великі Сорочинці на Полтавщині, свідком яких був сам кобзар. Записана від автора відомим письменником і громадським діячем Володимиром Короленком 1906 року. Перша публікація в журналі «Україна» за 1924 рік.

## Історія створення думи
Починаючи з другої половини ХІХ ст. донське козацтво дедалі більше асоціювалося з жорстоким знаряддям в руках деспотичного царату, за допомогою якого царський уряд боровся з волелюбними пориваннями свого власного народу. Козацькі військові частини розміщалися урядом в найбільших промислових та культурних центрах країни. Будь-які мирні демонстрації та мітинги жорстоко розганялися за допомогою цих козацьких військ. Донські козаки без вагань застосовували нагайки проти неозброєних людей, жінок та підлітків, а в особливих випадках орудували шашками та гвинтівками, як це було, наприклад, під час революційних подій 1905 року. Жорстокість донських козаків «оспівувалась» навіть у фольклорі. Так, 8 лютого 1899 року, козацькі загони люто розправилися зі студентською демонстрацією у Петербурзі. В результаті революційна молодь склала відому пісню «Нагаєчка», у якій був такий приспів:
|  | Нагаечка, нагаечка, нагаечка моя, Так вспомни же, нагаечка, восьмое февраля. |

Цю народну пісню згадує Леся Українка у своїй поезії «Нагаєчка, нагаєчка!», з циклу «Пісні про волю»:
|  | Се ж по тобі, громадонько, нагаєчка гуля, тобі ж вона й взнаки далась «восьмого февраля»! Навіщо ж їй нагадувать такі веселі дні, щоб знову розгулялася ще по твоїй спині? |

У грудні 1905 року загони з донських козаків та кавказьких черкесів на смерть вбивали повсталих українських селян в оспіваних Миколою Гоголем Великих Сорочинцях на Полтавщині. Керівник каральної експедиції Барабаш силою зібрав селян на площу біля волосного правління і під загрозою смерті поставив на коліна в глибокий сніг, примусивши людей стояти так чотири години. Карателі провели масові арешти; всю ніч на селі чинили розправу п'яні козаки, які вбили багато селян. Очевидцем цієї розправи був відомий кобзар Михайло Кравченко, який сам потерпів від карателів, а згодом склав дві думи — «Чорна неділя у Сорочинцях» і «Про сорочинські події 1905 року», у яких правдиво змалював все, що бачив в ті жахливі дні.

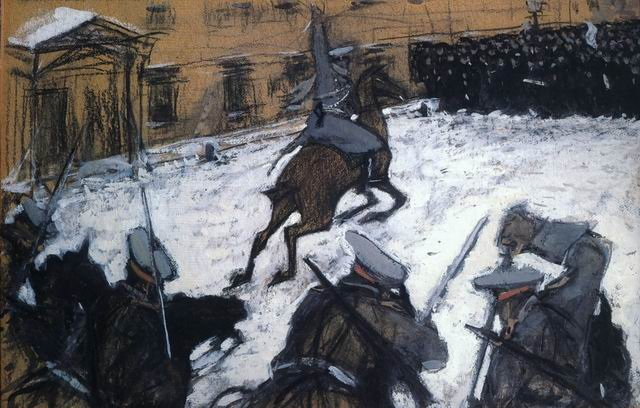
Донські козаки розганяють народну демонстрацію. З картини Валентина Сєрова, 1905 рік.

|  | А чи то чорна хмара та синєє небо вкриває, Та синєє небо вкриває, Навкруги облягає, Снігом-завірюхою доріженьки у полі замітає,v Ой замітає та ой замітає! А то ж з Миргорода, славного города, Барабаш виїжджає, Донців та черкесів за собою викликає: «А нумо ж, черкеси й донці, Славні молодці, Нумо у Сорочинці у гості! Нумо у гості гостювати, Пристава визволяти Та царські маніфести у народа одбирати, Та ой одбирати! Та маніфести одбирати, Зачинщиків у кайдани кувати, Щоб нам, чиновникам, по вік вічний панувати, Ніякого нового закону не знати, Народ у вічній темноті держати!» Ой у суботу [у]вечорі У Сорочинцях у дзвони задзвонили, А в неділю рано козаки з Барабашем до волості приступили Та й народу говорили: «А нуте, сорочани, нашій силі покоряйтесь Та на маніфести надії не покладайте, Пристава випускайте, Зачинщиків покірно оддайте Та нуте поспішайте, Та ой не гайтесь!» «Ой Барабаше, Барабаше! Ти й сам не питайся, Сам не питайся, Царському маніфесту покоряйся; Нащо ж було й вам той новий закон ламати Та наших людей безвинно та безсудно в тюрму забирати, Та жінкам, та малим діткам жалю завдавати, У народа волю одбирати!» Ой як крикнув той Барабаш та на козацьку силу: «Бийте ж тих сорочан та не жалійте, Кіньми топчіть, З рушниць стріляйте, Рани й смерть завдавайте! Покажемо їм, ворожим синам, як начальство не вважати Та на маніфест надію покладати, Та ще й пристава рештувати, Землю й волю добувати! Буде їм земля й воля — Діткам та онукам нещасная доля, Та ой нещасная доля!» Та чи то ж вп’ять тая хмара яснеє сонце вкриває, Молніями світила Та громами й загриміла, Чи то орда набігала, Що колись дідів-прадідів у неволю заганяла, Та била й рубала, Лютій смерті предавала? А то ж не чорная хмара яснеє небо вкрила Та й не громом загриміла, То й не орда набігала, Що дідів-прадідів у неволю забирала — Кинулись на сорочан донці й черкеси, підковами топтали Й з рушниць стріляли Та на вулицях доганяли, На дворах та на левадах лютій смерті предавали, Били, мордували, Жалості не мали. Ой у неділю увечір вп’ять тая завірюха закружила Та доріженьки снігом крила, А у сорочан жінки та батьки ще й малі діти Дрібні сльозоньки проливають Та мерців обмивають, На столи покладають, Барабаша проклинають: «Ой Барабаше, Барабаше, Лихо твоє й наше! Що ти наших діток посиротив Та й сам свою голову положив». А у Миргороді, славному городі. Та над Барабашевою хатою чорний ворон кряче, А у хаті вдовиця-Барабашиха плаче: «Ой Барабаше, муже-покойнику, Барабаше, Лишенько наше, Та, ой лишенько наше! Було б тобі, Барабаш, з Миргорода не виїжджати Та донців не викликати, Та у народ не стріляти, Рани й смерть завдавати! Ой Барабаше, Барабаше, Лихо твоє й наше — Та, ой лишенько твоє й наше!» |

Останні слова з наведеного фрагмента думи цілком правдиві. Донські козаки, які звикли мати справу зі студентами та міською інтелігенцією, не чекали рішучої відсічі від беззбройних селян. І даремно. Нащадки українських козаків з Великих Сорочинців дали гарнесеньких прочуханів козакам російським, яким не допомогли цього разу ні шашки, ні гвинтівки. Донські загони ганебно втікали з Великих Сорочинців, кинувши на народну поталу свого командира Барабаша, якого було вбито селянами.
Але марно було боротися з деспотичним режимом, який захищали від народного гніву ті самі донські козаки. Через кілька днів донці повернулися з новим командиром Філоновим, та озброєні гарматами. Ховаючись за артилерію, донські козаки увійшли у село та потопили народне повстання у крові. Прогнилий режим проіснував після того іще 12 років, та все-таки впав у 1917-му. Тоді гірку чашу народної помсти довелося до кінця випити і донським козакам, які забули про те, що пролита кров завжди відплачується іншою кров'ю.

## Публікації
- Журнал «Україна», 1924, № 1-2. Перша публікація.
- Українські народні думи та історичні пісні. Упорядники: П. Д. Павлій, М. С. Родіна. М. П. Стельмах. — Видавництво Академії наук Української РСР, Київ, 1955. — 700 с.